# شرور (خدابنده)
شرور روستایی در دهستان بزینه رود بخش بزینه رود شهرستان خدابنده استان زنجان ایران است.

## جمعیت
بر پایه سرشماری عمومی نفوس و مسکن در سال ۱۳۹۵ جمعیت این مکان ۸۸۰ نفر (۲۶۱خانوار) بوده‌است.